# Ayn Rand Institute
The Ayn Rand Institute (ARI) grundades 1985 (tre år efter filosofen och författarinnans Ayn Rands död) av Leonard Peikoff för att föra fram objektivismens idéer.
ARI:s huvudsakliga aktiviteter:
- Uppsatstävlingar för "high-school students" (från början om Ayn Rands roman Urkällan, numera även Lovsång samt Och världen skälvde)
- "The Objectivist Academic Center", som ger distansundervisning (telekonferenser och via internet) i Ayn Rands filosofi
- Skickar ut debattartiklar ("OpEds") och pressmeddelanden i aktuella frågor till amerikansk press (även tillgängliga på nätet)
- Konferenser (en årlig tvåveckorskonferens varje sommar samt kortare konferenser på andra tider)
- Stöder objektivistiska studentklubbar
- Ger ut ett nyhetsbrev (Impact)
- Har en nätbokhandel ("The Ayn Rand Bookstore")
- Ansvarar för "The Ayn Rand Archives"

Verkställande direktör för ARI är sedan några år Yaron Brook. Tidigare VD: Michael Berliner. I ledningen för ARI finns också Harry Binswanger och (tills helt nyligen) Peter Schwartz. (Både Berliner och Schwartz är fortfarande aktiva inom ARI, även om de lämnat sina ledande poster.)
ARI har ibland kritiserats för att vara bokstavstroende i förhållande till Ayn Rands texter och för att hävda att det är den enda organisation som kan representera objektivismen. (ARI går sällan eller aldrig i polemik mot den kritiken; men en minst lika spridd uppfattning i objektivistiska kretsar är att dessa kritiker själva står för en förvrängd och/eller urvattnad version av objektivismen.) En utbrytargrupp är The Atlas Society.